# Micromurexia habbema
Micromurexia habbema é uma espécie de marsupial da família Dasyuridae. É a única espécie descrita para o gênero Micromurexia. Endêmica da Nova Guiné. Já foi conhecido com o nome científico de: Antechinus hageni; Murexia habbema; Antechinus naso habbema; Antechinus habbema.

## Características
A parte superior do corpo é marrom, verde-oliva de fundo cinza, a cauda longa é também ligeiramente mais escura do que a parte de baixo. Na parte inferior da cauda tem uma fileira de pêlos longos. As orelhas são grandes os pés são marrons, as patas traseiras contém pelos brancos e marrons. Mede entre 25–26 cm de comprimento e a cauda de 13 cm.

## Hábitos alimentares
São insetívoros, alimentando-se também de ovos, répteis e anfibios.

## Habitat
Florestas tropicais úmidas e tropicais secas da Nova Guiné, a 1600-3660 metros de altitude.

## Distribuição Geográfica
Centro de Irian Jaya até o centro da província Morobe, Papua-Nova Guiné.

## Subespécie
- Micromurexia habbema hageni? (Laurie, 1952) - (sin. Antechinus hageni, Antechinus wilhelmina hageni). Papua-Nova Guiné, Monte Tomba, Sudoeste da encosta da região de Hagen, Planalto central
  - Considerado sinônimo de Micromurexia habbema.[1]